# Mark Parker
Mark Parker (Poughkeepsie, 21 de octubre de 1955) es un ejecutivo de negocios estadounidense. Se desempeña como presidente ejecutivo de Nike, Inc. Fue nombrado como tercer director ejecutivo de la empresa en 2006 y se desempeñó como presidente y director ejecutivo hasta el 13 de enero de 2020. Desde el 3 de abril de 2023 hasta el 2 de enero de 2025 se desempeñó como presidente de The Walt Disney Company.

## Primeros años y educación
Parker nació en Poughkeepsie, Nueva York, hijo de Meg y Bruce Parker. Se graduó de Westhill High School en Stamford, Connecticut, y luego obtuvo su licenciatura en Ciencias Políticas en la Universidad Estatal de Pensilvania en 1977. 

## Carrera
Parker se unió a Nike en 1979 como diseñador de calzado en sus instalaciones de I+D en Exeter, Nuevo Hampshire. Posteriormente, se convirtió en vicepresidente de división a cargo del desarrollo en 1987, vicepresidente corporativo en 1989, gerente general en 1993 y vicepresidente de calzado global en 1998. Antes de convertirse en vicepresidente de Nike, se desempeñó como copresidente (con Charlie Denson) de la marca Nike a partir de marzo de 2001. Aun así, todavía participa en el diseño de calzado, sobre todo en el proyecto Nike HTM, creando calzado de edición limitada junto al diseñador de Nike, Tinker Hatfield, y el consultor creativo Hiroshi Fujiwara. Se ha comprometido a garantizar que Nike siga siendo consciente del medio ambiente. Después de 10 años de trabajo, Parker y su equipo lanzaron el primer "Zapato Verde" que se adhiere a los principios de sostenibilidad.
Mientras era director ejecutivo de Nike en 2012, Parker ganó una compensación total de $15 425 608, que incluía un salario base de $1 609 615, un bono en efectivo de $594 190, acciones otorgadas de $3 500 087, opciones otorgadas de $4 199 250 y una compensación del plan de incentivos no accionario enumerado a $5 522 466 dólares.
Luego de ser ascendido a presidente en 2016, la compensación de Mark Parker se triplicó a más de 47.6 millones de dólares, de los cuales 33.5 millones provinieron de recompensas en acciones.
En 2015, Mark Parker fue nombrado Empresario del año por Fortune. En junio de 2015 se anunció que Mark Parker reemplazará a Phil Knight como presidente de la compañía Nike en 2016.
En 2016, Parker ocupó el puesto 14 en la lista del New York Times de los directores ejecutivos mejor pagados con un sueldo anual de 47,6 millones. Parker fue elegido miembro de la junta directiva de Walt Disney a principios de ese año.
En 2017, Parker aceptó un recorte salarial del 71 % debido a un año de malas ventas en Nike y el despido de 1000 empleados. Posteriormente, sus ganancias fueron de 13,9 millones de dólares en acciones y opciones.
En 2019, Mark Parker fue criticado por ciertos comentaristas de medios de derecha por su aceptación del patrocinador de Nike, Colin Kaepernick. Además, Parker fue criticado por descontinuar una edición especial de sus zapatillas Air Max 1 Quick Strike con el tema de la "bandera de Betsy Ross".
En octubre de 2019, Mark Parker anunció que dejaría el cargo de director ejecutivo de Nike y se convertiría en presidente ejecutivo de la empresa el 13 de enero de 2020.
En 2023, fue designado como el presidente de The Walt Disney Company, sucediendo a Susan Arnold. Parker ejerció el cargo hasta el 2 de enero de 2025, cuando fue sucedido por James P. Gorman, un conocido de Morgan Stanley.

## Vida personal
Parker está casado con Kathy Parker y tiene tres hijos, Jennifer, Meg Elizabeth y Matthew. Corrió en los equipos de pista y campo traviesa de Penn State.

### Colección de arte
Parker es un ávido defensor de las artes con una extensa colección de arte contemporáneo moderno, discreto y underground, junto con muchos otros objetos coleccionables únicos, incluido un mono maldito.[cita requerida] Los artistas notables de la colección de Parker incluyen a Andy Warhol, Adonna Khare, Mark Ryden, Todd Schorr, Tim Biskup, Eric White, Sebastian Kruger, Charles Krafft, Glennray Tutor, Robert Crumb, Chris Mars, Sarina Brewer, y Michael Leavitt .[cita requerida] Parker guarda un par de botas de murciélago Nike diseñadas para que Michael Keaton las use en la película Batman de 1989. Otros artículos notables incluyen objetos efímeros de películas poco comunes, como accesorios originales como Star Wars C-3PO y modelos de Mars Attacks. (1996), El día que la Tierra se detuvo (1951) y Regreso al futuro (1985).